# Homoxyrrhepes punctipennis
Homoxyrrhepes punctipennis är en insektsart som först beskrevs av Walker, F. 1870.  Homoxyrrhepes punctipennis ingår i släktet Homoxyrrhepes och familjen gräshoppor. Inga underarter finns listade i Catalogue of Life.